# Biserica Ortodoxă Chineză

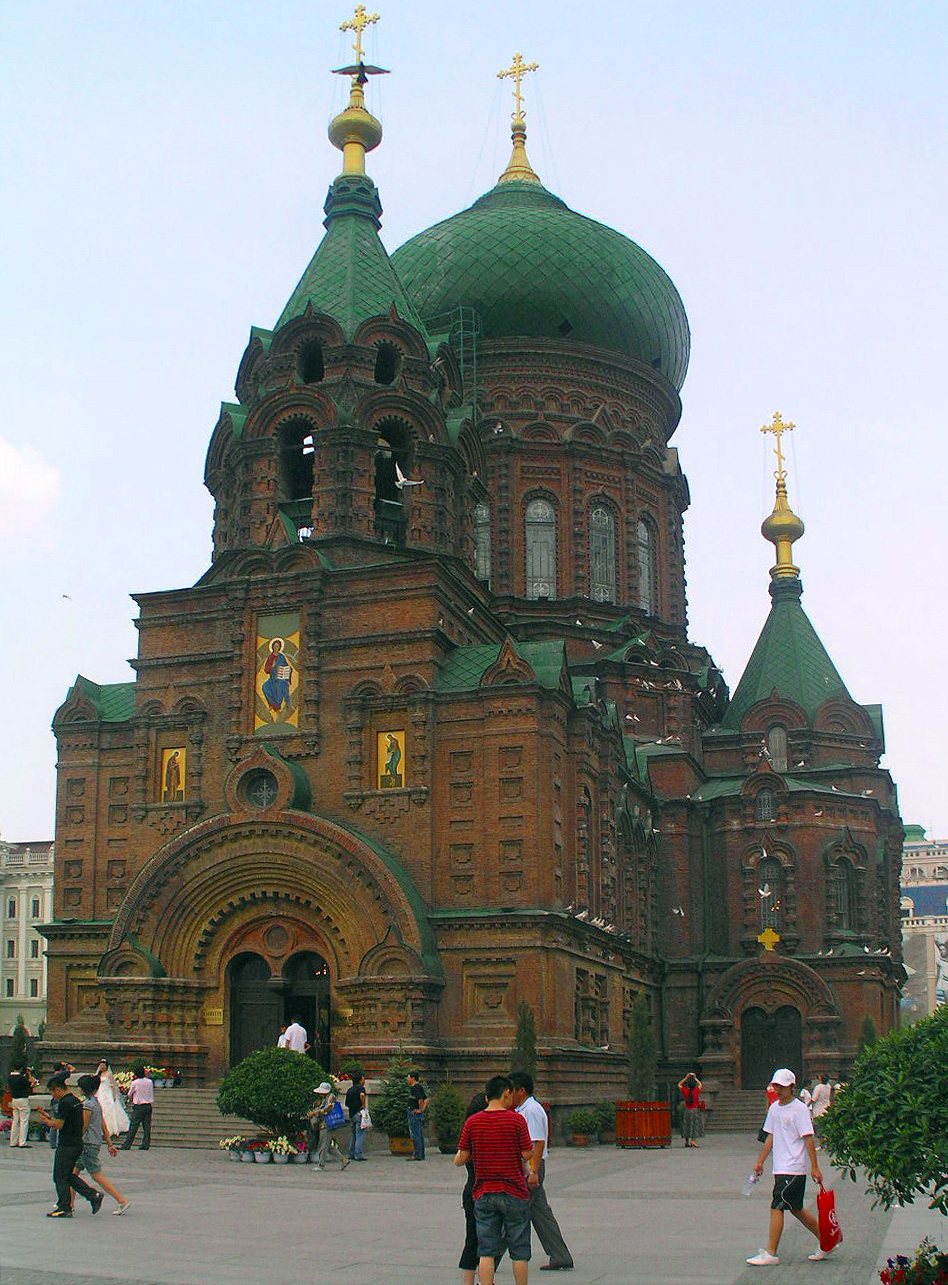
Catedrala Sf.Sofia din Harbin, Heilongjiang.

Biserica Ortodoxă Chineză (chineză simplificată: 中华东正教会; chineză tradițională: 中華東正教會; pinyin: Zhōnghuá Dōngzhèngjiàohuì) este o Biserică Ortodoxă autonomă din China (istorică). Înainte de Revoluția Culturală, numărul membrilor săi era estimat la douăzeci de mii.

## Începuturile creștinismului chinez
Creștinismul a fost pentru prima dată introdus în China prin intermediul unei misiuni a Bisericii Asiriene a Răsăritului, în anul 635, eveniment înregistrat pe Stela nestoriană din Xi'an.

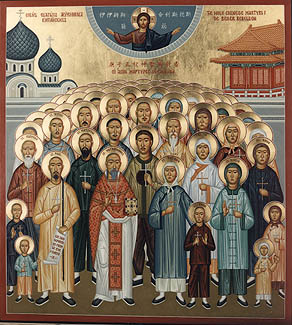
Martirii Bisericii Ortodoxe Chineze.

Ortodoxia a apărut în China din Siberia, în anul 1685. În acel an, Împăratul Kangxi a relocat locuitorii orașelor rusești de graniță pe care le înglobase în China. Maxim Leontiev, un preot care a mers cu el, a sfințit prima biserică ortodoxă din Beijing. În primul secol și jumătate de prezență ortodoxă în China, Biserica nu a atras mulți credincioși. Se spune că în 1860 nu erau mai mult de 200 de ortodocși în Beijing, inclusiv descendenții rușilor naturalizați.
Cu toate acestea, în a doua jumătate a secolului al XIX-lea, Biserica Ortodoxă a făcut eforturi susținute. Misiunea Spirituală a Bisericii Ruse din Beijing a fost binecuvântată cu un cler evlavios și învățat. S-au făcut numeroase traduceri de materiale religioase în chineză.
Misiunea a publicat patru volume de cercetări în domeniul sinologiei în anii 1850 și 1860. Doi clerici au devenit binecunoscuți studențior în domeniu, Părintele Yakiuf Bichurin, și arhimandritul Palladius, care a realizat și un dicționar foarte valoros.
Răscoala boxerilor în 1898-1900, o revoltă anti-occidentală și anti-misionară din China, a generat atacuri violente asupra convertiților la creștinism. Și ortodocșii chinezi au fost uciși; în fiecare an, în luna iunie, se face pomenirea celor 222 de chinezi martirizați, împreună cu Părintele Mitrofan, în anul 1900, în timpul răscoalei, așa cum se poate vedea în icoana Sfinților Mucenici ai Chinei. În ciuda revoltei, după 1902 existau 32 de biserici ortodoxe în China, cu aproape 6000 de aderenți. De asemenea, Biserica administra mai multe școli și orfelinate.
În 1949, 106 biserici ortodoxe erau încă deschise în China. În general, enoriașii acestor biserici erau ruși refugiați, iar chinezii erau în jur de 10000 de persoane. Revoluția culturală a distrus tânăra Biserică Ortodoxă aproape complet.

### Conducătorii misiunii ruse

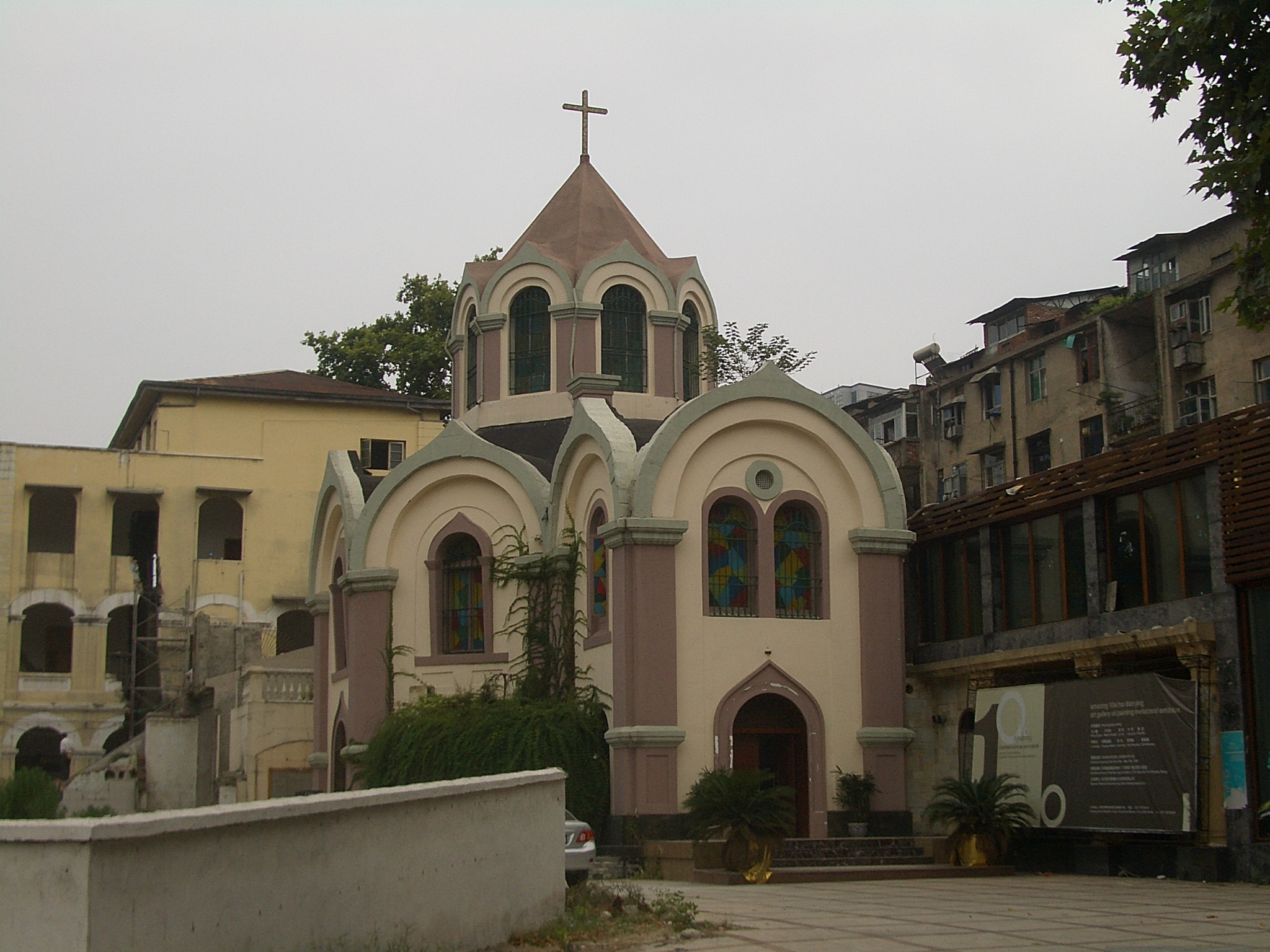
O biserică ortodoxă din Wuhan, China

- Părintele Maxim Leontiev, 1685-1712.
- Arhimandritul Ambrozie (Umatov), 1755-1771.
- Arhimandritul Peter (Kamensky), 1820-1830.
- Arhimandritul Policarp (Tougarinov), 1840-1849.
- Arhimandritul Ioakim (Bichorin), 1806-1821.
- Părintele Daniel Sivilov, 1820-1830.
- Părintele Avacum Chestnoy, 1830-1840.
- Arhimandritul Palladie (Kaffarov), 1849-1859 și 1864-1878.
- Arhimandritul Gurie (Karpov), 1858-1864.
- Părintele Flavian, 1878-1884.
- Arhimandritul Amfilohie (Lutovinov), 1883-1896.
- Mitropolitul Inochentie (Figurovsky) al Beijingului și a toată China.  Arhimandritul (1897-1901), Episcop de Beijing (1902-1921), Arhiepiscop al Beijingului și a toată China (1922-1928), Mitropolit 1928-1931.
- Arhiepiscopul Simon (Vinogradov), 1928-1933.
- Arhiepiscopul Victor (Svjatin) de Beijing.  Episcop de Shanghai (1928-1933), Episcop al Beijingului și a toată China 1933-1938, Arhiepiscop (1938-1956).
- Sfântul Ioan Maximovici, Episcop de Shanghai 1934-~1946, Arhiepiscop ~1946-1949.

### Episcopi ai Bisericii Ortodoxe Autonome a Chinei
- PS Vasile (Shuan) al Beijingului și a toată China, 1956-1962.
- PS Simeon (Du) de Shanghai, 1951-1965.

## Ortodoxia astăzi
Guvernul Republicii Populare Chineze a recunoscut oficial cinci comunități religioase: budismul, catolicismul, islamul, protestantismul și taoismul, dar nu și creștinismul ortodox. Obstacolul politic major este teama guvernului că forțe politice externe – în acest caz, în principal din Rusia – pot ajunge să aibă influență în China.
Câteva comunități ortodoxe, cele mai multe formate din bătrâni, continuă să se reunească la Beijing și în nord-estul Chinei (inclusiv Heilongjiang), pe cât se pare cu acordul tacit al guvernului. Până în 2005, exista un preot; totuși, câțiva chinezi studiază în prezent în seminarii ortodoxe din Rusia, cu intenția de a deveni preoți activi.
Două foste biserici ortodoxe din Shanghai erau folosite, până de curând, ca restaurante și baruri de noapte.
În acest timp, încă de la începutul secolului XXI, Biserica activează liber în Hong Kong (unde Patriarhia Ecumenică l-a trimis pe Mitropolitul Nikitas) și Taiwan (unde ieromonahul Iona (Mourtos) conduce o biserică misionară) sub jurisdicția Mitropoliei Ortodoxe de Hong Kong și Asia de Sud-Est.

## Minorități naționale ortodoxe în China
Cu toate că mulți au adoptat lamaismul, care este curentul principal al budismului tibetan Mahayana, evenkii din Rusia și din China sunt un popor tradițional ortodox. Împreună cu verii lor eveni și alte câteva triburi din Siberia sau China, aceștia sunt dintre puținele popoare din Asia care urmează nominal credința creștină ortodoxă, pe care au adoptat-o voluntar (nefiind obligați să facă acest lucru, cum se întâmplase în cazul altor popoare) în timpul expansiunii ruse în Siberia. De asemenea, există aproximativ 3000 de evenki în împrejurimile provinciei Heilongjiang.
Ortodoxia este și religia practicată de minoritatea rusă din China.